# Râul Arieș, Cugir
Râul Arieș este un curs de apă, afluent al Râului Mic. 